# Louise Farrenc
Jeanne-Louise Dumont, conocida como Louise Farrenc (París, 31 de mayo de 1804-Ibídem, 15 de septiembre de 1875), fue una compositora, pianista y profesora francesa.

## Biografía
Fue hija de Marie-Élisabeth-Louise Curton y del escultor Jacques-Edme Dumont (1761-1844) y hermana del también escultor Auguste Dumont. Realizó estudios de piano con Anne Soria, una de las discípulas del compositor italiano Muzio Clementi, luego con Antoine Reicha, profesora del Conservatorio de París, quien le enseñó escritura musical (armonía, contrapunto). Ignaz Moscheles y Johann Nepomuk Hummel también le dieron clases de piano.
En 1821, se casó con el flautista, compositor y editor musical de Marsella Aristide Farrenc (1794-1865). De esta unión nació, en 1826, Victorine, su única hija, también pianista, que murió en 1859. Consciente de los dones excepcionales de Louise, su esposo se dedicó a sus actividades musicales, creó Éditions Farrenc y rápidamente se convirtió en su empresario teatral. Entre 1842 y 1872, Farrenc enseñó piano en el Conservatorio de París, donde terminó recibiendo un salario igual al de sus compañeros varones.
Contribuyó activamente con su esposo a la publicación de veinte entregas de la colección de música para clavecín y piano Le Trésor des pianistes, publicación que continuó después de la muerte de su esposo en 1865. 
Recibió el apoyo de los mejores músicos de su tiempo, como el violinista Joseph Joachim, quien participó en 1850 en la creación de su Nonette para cuerdas y vientos en mi bemol mayor. Su Tercera Sinfonía, op. 36, fue interpretada por la orquesta de la Société des Concerts du Conservatoire en 1849, y recibió dos veces el Premio Chartier del Instituto de Francia, destinado a recompensar las mejores composiciones de música de cámara, en 1861 y 1869.
Louise Farrenc murió el 15 de septiembre de 1875, en su casa del número 10 de la calle Taitbout del noveno distrito de París, y está enterrada en el cementerio de Montparnasse.
El trabajo de Louise Farrenc sigue siendo poco difundido hoy en día. Una de las razones es que, en su momento, la compositora se dedicó principalmente a la música instrumental y nunca compuso ópera, cuando este género era muy popular en Francia, especialmente en el siglo XIX. La guía de Fuentes para la historia de las mujeres, afirma que, sin embargo, fue aplaudida por sus contemporáneos; luego se encontró lamentablemente olvidada y descuidada como muchas otras de sus colegas compositoras.

## Trabajos
Se dedicó exclusivamente al piano desde 1820 hasta 1830, antes de expandir su repertorio a la orquesta a partir de 1834. Existen 49 obras con un número variado de opus.
- Sinfonía n.º 1 en do menor, op. 32 (1842)
- Sinfonía n.º 2 en re mayor, op. 35 (1845)
- Sinfonía n.º 3 en sol menor, op. 36 (1847)
- Obertura en mi menor, op. 23 (1834)
- Obertura en mi bemol mayor, op. 24 (1834)
- Grandes variaciones sobre el aire Le premier pas, para piano y orquesta, op. 4 4
- Grandes variaciones sobre el conde Gallenberg, para piano y orquesta, op. 25

### Obras vocales
Voz y piano u orquesta
- Andréa la folle, balada
- Je me taisais, romance
- La Tourterelle, romance
- La Madone
- Le Berger fidèle, romance
- Le Prisonnier de guerre, escena dramática
- Le Suicide
- Toi que j'appelle

Música coral
- Ô Père qu'adore mon Père (Hymne de Lamartine), coro cappella
- Ô Père qu'adore mon Père (Hymne de Lamartine), coro y piano
- O Salutaris hostia para soprano, viola y tenor

### Música de cámara
- Nonette en mi bemol mayor, op. 38 (1849; cuarteto de cuerda y quinteto de viento)
- Sexteto en do menor, op. 40 (1852; piano, clarinete, flauta, oboe, trompa, fagot)
- Quinteto n.º 1 en La menor, op. 30 (1839; piano y cuarteto de cuerda)
- Quinteto n.º 2 en mi mayor, op. 31 (1840; piano y cuarteto de cuerda)
- Trío en mi bemol mayor, op. 33 (1841–44; piano, violín y chelo)
- Trío en re mayor, op. 34 (1844; piano, violín y violonchelo)
- Trío en mi bemol mayor, op. 44 (1854–56; piano, clarinete [o violín] y violonchelo)
- Trío en mi menor, op. 45 (1854–56; piano, flauta [o violín] y violonchelo)
- Variaciones concertadas en una melodía suiza, op. 20 (piano y violín)
- Sonata para violín y piano en do menor, op. 37 (1848)
- Sonata para violín y piano en la mayor, op. 39 (1850)
- Sonata para piano y violonchelo en si bemol mayor, op. 46 (1857)
- Grandes variaciones Le premier pas, op. 4 4

### Música de piano
- Variaciones (Aristide Farrenc), op. 2
- Grandes variaciones Le premier pas, op. 4 (piano solo)
- Brillantes variaciones sobre un tema de Rossini La Cenerentola, op. 5 5
- Variaciones sobre la melodía favorita O ma tendre musette!,op. 6 6
- Air suisse variado, op. 7 7
- Trois Rondeaux, op. 8
- Rondeau con un aire del Pirata de Bellini, op. 9 9
- Variaciones (George Onslow), op. 10
- Rondeau sobre temas de Euryanthe por Carl Maria von Weber, op. 11
- Variaciones (favorito de Galopade), op. 12
- Rondeau (Rossini), op. 13
- Los italianos, op. 14
- Variaciones brillantes ( Donizetti ), op. 15
- Los alemanes, op. dieciséis
- Air russe variado, op. 17
- La Sylphide, op. 18 años
- Souvenir des Huguenots, op. 19
- Variaciones de concierto, op. 20
- Les Jours heureux, op. 21
- Fuga, op. 22
- Treinta estudios en todos los tonos mayores y menores, op. 26 (1838)
- Himno ruso variado, op. 27
- Variaciones sobre un tema alemán, op. 28
- Variaciones (Bellini,) op. 29 (Piano con cuatro manos, arreglos para 2 o 3 pianos)
- Doce estudios brillantes, op. 41 (1853)
- Veinte estudios de dificultad media, op. 42 (1854)
- Tres melodías, op. 43
- Scherzo, op. 47
- Vals brillante, op. 48
- 1° Nocturno, op. 49
- Veinticinco estudios fáciles, op. 50
- Segundo vals brillante, op. 51
- Varias obras para piano, sin números de opus.
- Melodía, sin número de opus

## Discografía
- Sinfonías n.º 1 y 3- NDR Radiophilharmonie, dir. Johannes Goritzki (2- 4 mars 1998 y 10- 12 décembre 1997, CPO) OCLC 611337953
- Sinfonía n.º 2;  dos aperturas - NDR Radiophilharmonie, dir. Johannes Goritzki ( mai 2001 y mars 2003, CPO) OCLC 56528998
- Las sinfonías completas - Brittany Orchestra, dir. Stefan Sanderling (24-26 y 28 de abril de 2001, Pierre Verany)
- Sinfonías n.º 2 y 3- Solistas europeos, Luxemburgo, dir. Christoph König (Naxos, 2018)
- Trío para violín, violonchelo y piano, opus 45 - Trio Streicher (julio de 1994, Música y Artes) OCLC 1011753449 - con el trío opus 17 de Clara Schumann
- Tríos con piano, opus 33 y 44 - Linos-Ensemble (9- 13 de octubre de 2006, CPO) OCLC 723956356
- Quintetos para piano, violín, viola, violonchelo y contrabajo opus 30 y 31 - Linos-Ensemble: Konstanze Eickhorst, piano; Winfried Rademacher, violín; Barbara Westphal, viola; Mario Blaumer, violonchelo; Jörg Linowitzki, contrabajo (febrero de 1991, CPO) OCLC 31630180
- Nonette para cuerdas y vientos; Melodía en la bemol mayor; Variaciones de concierto para violín y piano; Estudios op. 26 n ° 17 y 18 *; Trío para clarinete, violonchelo y piano op. 44 - Brigitte Engerer y Jean-Frédéric Neuburger, piano; Guillaume Sutre, violín; Romain Guyot, clarinete; François Salque, violonchelo; Philippe Bernold (flauta); François Leleux (oboe); André Cazalet, cuerno; Gilbert Audin, fagot; Miguel da Silva, viola; Vincent Pasquier, contrabajo (concierto, París, auditorio del Louvre, 5- 26 de enero de 2005, Naïve V 5033) OCLC 70139834
- Sexteto en do menor, op. 40 (con varias obras para vientos de Poulenc, Roussel, Caplet, Mozart, Beethoven, Thuille y Rimski-Korsakov) - Les Vents français (Warner Classics, 2014) - Choc de Classica
- Obras para piano: Variaciones brillantes op. 15, aire ruso variado op. 17, vals brillante op. 48, Nocturne op. 49 y nueve estudios del opus 26 - Konstanze Eickhorst, piano (28- 30 mai 2002, CPO) OCLC 54432489
- Variaciones para piano: Variación op. 10, variaciones brillantes op. 15, aire ruso variado op. 17, Grandes Variaciones op. 25 - Biliana Tzinlikova, piano (27- 29 de septiembre de 2017, Paladino Music)